# Клёден (город)
Клёден (нем. Klöden) — коммуна в Германии, в земле Саксония-Анхальт.
Входит в состав района Виттенберг. Подчиняется управлению Эльбауэ-Флеминг. Население составляет 639 человек (на 31 декабря 2006 года). Занимает площадь 14,94 км². Официальный код — 15 1 71 031.